# Merkel (Teksas)
Merkel je gradić u američkoj saveznoj državi Teksas. Prema popisu stanovništva iz 2010. u njemu je živjelo 2.590 stanovnika.